# Securitate
Die Securitate (offiziell Departamentul Securității Statului, dt. Abteilung für Staatssicherheit) war ab 1948 in Rumänien zugleich Nachrichtendienst und Geheimpolizei. Bei ihrer Auflösung im Jahr 1990 gab es schätzungsweise 40.000 offizielle und 400.000 bis 700.000 inoffizielle Mitarbeiter.

## Geschichte
Die Gründung erfolgte durch das Dekret Nr. 221/30 am 30. August 1948. Laut Dekret war die offizielle Aufgabe des Dienstes „der Schutz der demokratischen Errungenschaften und die Garantie der Sicherheit der rumänischen Volksrepublik gegen alle äußeren und inneren Feinde“. Die Mitglieder rekrutierten sich vorrangig aus rumänischen Kommunisten, anfänglich wurden auch viele Agenten der ehemaligen Königlichen Geheimpolizei DGPS (Direcția Generală a Poliției de Siguranță) aufgenommen.
Leiter der Securitate war anfangs der NKWD-Generalleutnant Gheorghe Pintilie (wirklicher Name: Panteleimon Bondarenko). Seine Stellvertreter, der NKWD-Generalmajor Alexandru Nicolschi (wirklicher Name: Boris Grünberg) und der sowjetische Offizier Vladimir Mazuru (wirklicher Name: Wladimir Mazurow), hatten allerdings die Oberhand in allen Entscheidungen. Im Laufe der Zeit entwickelte die Organisation eine große Brutalität. Durch das Pitești-Experiment in mehreren Gefangenenlagern in Rumänien wurden die Insassen dazu gebracht, ihre Zellengenossen zu quälen und zu ermorden. In Säuberungswellen, Deportationen, Umerziehungsmaßnahmen und Schauprozessen wurde eine allgemeine Stimmung der Angst erzeugt. Die Repressionsmaßnahmen kosteten schätzungsweise 200.000 Menschen das Leben.
Nach der Machtergreifung von Gheorghe Gheorghiu-Dej wurde die Securitate auch für interne Säuberungen eingesetzt. Nicolae Ceaușescu ließ dann den Geheimdienst streng national ausrichten und „säuberte“ ihn von sowjetischen Agenten. Durch eine Verbindung der Organisation mit dem Innenministerium und der Partei entwickelte sie sich zu einem allgegenwärtigen Kontrollorgan, das nicht mehr mit offenem Terror agierte, sondern subtil gegen einzelne Personen oder Vereinigungen vorging. Berüchtigt war die Arbeitsweise, bei der Regimegegner in so genannte „psychiatrische Anstalten“ verbracht wurden (Politischer Missbrauch der Psychiatrie).
Die Elite war die Präsidentengarde, eine dem Ceaușescu-Clan ergebene Janitscharen-Truppe. Nicolae Ceaușescu rekrutierte auch Kinder aus Waisenheimen für den Dienst in der Präsidentengarde.
1990 wurde die Securitate aufgelöst, die Nachfolgeorganisation ist der Rumänische Informationsdienst (SRI, Serviciul român de informații). Welche Rolle die Organisation bei der Revolution im Dezember 1989 und den späteren Protesten der rumänischen Bergarbeiter, den so genannten Mineriaden, spielte, ist noch ungeklärt. Rumänischen Zeitungsberichten zufolge gab es eine große Anzahl von Ceaușescu-Gegnern innerhalb des Dienstes. Dieser Teil der Securitate hatte offenbar eine Beseitigung von Ceaușescu vorbereitet, die dann aber durch die überstürzten Ereignisse um den Temeswarer Pfarrer László Tőkés und die Rumänische Revolution 1989 nicht plangemäß umgesetzt werden konnte.
Die Aufklärung der Handlungen und Straftaten bzw. Verbrechen der Securitate begann im demokratischen Rumänien, im Gegensatz zu anderen osteuropäischen Staaten, sehr schleppend. Erst unter der Regierung Emil Constantinescu wurde ein Gesetz erlassen, das den Bürgern ähnlich dem Prinzip der deutschen Behörde des Bundesbeauftragten für die Unterlagen des Staatssicherheitsdienstes der ehemaligen DDR Einsicht in die Akten des Geheimdienstes gewährt.
Nach Schätzungen rumänischer Wissenschaftler lebten im Jahr 2010 etwa 500 bis 2000 Mitarbeiter des ehemaligen rumänischen Geheimdienstes bislang unbehelligt in Deutschland. Die Literaturnobelpreisträgerin Herta Müller kritisiert diesbezüglich Versäumnisse der deutschen Strafverfolgungsbehörden. Sie selbst war immer wieder Ziel und Opfer von Schikanen, Drohungen und Ermittlungen durch die Securitate.

## Leiter der Securitate
Als Leiter der Securitate (Șef al Departamentului Securității Statului), die zugleich Staatssekretäre beziehungsweise Vizeminister im Innenministerium waren, fungierten:
- Alexandru Drăghici: September 1953 – 28. März 1957
- Ion Stănescu: 7. Mai 1968 – 24. April 1972
- Tudor Postelnicu: 7. März 1978 – 5. Oktober 1987
- Iulian Vlad: 5. Oktober 1987 – 22. Dezember 1989

## Organisationseinheiten
Die Securitate war in zentrale und territoriale Organisationseinheiten untergliedert. Die Zentrale umfasste insbesondere Direktionen (Direcții), die für verschiedene Aufgaben zuständig waren, sowie Sondereinheiten. Daneben war die Securitate mit Regionaldirektionen (Direcții regionale de Securitate) in den Regionen beziehungsweise mit Kreisdirektionen (Șef Securitate județeană) in den Kreisen vertreten. Auch die Hauptstadt verfügte mit dem Șef ai Direcției Securității Statului București über eine eigenständige Direktion und nachgeordnete Abteilungen.
Zu den zentralen Direktionen gehören:

### Direktion I Auslandsinformationen
(Direcția I Informații Externe)
- Sergiu Nicolau (Serghei Nikonov): 1. Januar 1951 – 6. Januar 1953
- Vasile Vîlcu: 6. Januar 1953 – 30. November 1955
- Mihai Gavriliuc: 1. Dezember 1955 – 7. Juli 1959
- Nicolae Doicaru: 20. Januar 1960 – 7. März 1978
- Alexandru Dănescu: Juni – 15. Oktober 1978
- Romus Dima: 15. Oktober 1978 – 1. September 1980
- Nicolae Pleiță: 1. September 1980 – 26. November 1984
- Aristotel Stamatoiu: 30. November 1984 – 6. Januar 1990

### Direktion II Spionageabwehr
(Direcția II Contraspionaj)
- Petre Petrescu (Piotr Goncearuc): 1. Januar 1951 – 1. September 1952
- Eugen Szabo (Eugen Salzberger): 1. September 1952 – 30. Juni 1956
- Isidor Holingher: 30. Juni 1956 – 9. September 1960
- Neagu Cosma: 17. September 1962 – 8. Mai 1972
- Aristotel Stamatoiu: 1. Februar 1973 – 20. März 1974
- Gheorghe Moga: 20. März 1974 – 1. Juni 1979
- Aristotel Stamatoiu: 18. April 1980 – 12. April 1982
- Ștefan Alexie: 1. September 1983 – 8. Mai 1985
- Aurelian Mortoiu: 8. Mai 1985 – 18. Januar 1990

### Generaldirektion für Spionageabwehr
(Direcția Generală de Contraspionaj)
- Nicolae Stan: 21. Juli 1967 – 1. Oktober 1969
- Neagu Cosma: 8. Mai 1972 – 1. August 1973

### Direktion III Interne Informationen
(Direcția III Informații Interne)
- Gavrilă Birtaș: 28. August 1948 – 1. Oktober 1952
- Pavel Aranici: 10. Oktober 1952 – 1. Juli 1957
- Nicolae Budișteanu: 1. Juli 1957 – 1. Dezember 1961
- Gheorghe Angelescu: 1. März – 31. Mai 1962
- Olimpiu Andrei: 1. März – 1. Oktober 1963
- Tănase Evghenie: 1. Oktober 1963 – 1. September 1967
- Dumitru Borșan: 1. November 1967 – 8. Mai 1972
- Nicolae Pleșiță: 1. Dezember 1972 – 15. März 1973
- Dumitru Borșan: 1. August 1973 – 5. Mai 1977
- Dumitru Tăbăcaru: 15. Mai 1977 – 1. Juni 1980
- Aron Bordea: 1. Juni 1980 – 1. August 1986
- Gheorghe Rațiu: 1. August 1986 – 1990

### Direktion IV Sabotageabwehr
(Direcția IV Contrasabotaj)
- Gogu Popescu: 28. August 1948 – 15. Dezember 1952
- Nicolae Stoica: 15. Dezember 1952 – 1. Januar 1956
- Iosif Breban: 1. Januar 1956 – 1. Januar 1957
- Nicolae Stoica: 1. Januar 1957 – 1. August 1959
- Tănase Evghenie: 1. August 1959 – 1. August 1963
- Nicolae Sidea: 1. September 1967 – 1. Januar 1971
- Emil Macri: 1. Januar 1971 – 6. Januar 1990

### Generaldirektion für interne Nachrichtendienste
(Direcția Generală de Informații Interne)
- Constantin Stoica: 13. Februar 1968 – 8. Mai 1972
- Dumitru Borșan: 8. Mai 1972 – 1. August 1973

### Direktion V Militärische Spionageabwehr
(Direcția V Contrainformații Militare/Contrainformații în Armată)
- Grigore Naum: 1. Februar 1951 – 25. September 1962
- Nicolae Stan: 1. Oktober 1962 – 21. Juli 1967
- Vasile Mihăilă: 1. September 1967 – 1969
- Dumitru Gherguț: 1. September 1969 – 5. Mai 1977
- Ioan Petrea: September 1978 – 18. April 1980
- Gheorghe Florea: 18. April 1980 – 5. Juli 1983
- Gheorghe Vasile: 31. Oktober 1984 – 6. Januar 1990

### Direktion Transportsicherheit
(Direcția Securitatea Transporturilor)
- Andrei Gluvacov: Januar 1951 – 7. September 1953
- Vladimir Mazuru: 1. Oktober 1953 – 30. Juli 1955
- Gheorghe Zodian: 1. August 1955 – 1. September 1957
- Pavel Aranici: 1. September 1957 – 1. September 1958
- Gheorghe Zodian: 1. September 1958 – 1. März 1960
- Abschaffung der Direktion: 1. März 1960

### Direktion Registrierung und Ermittlung
(Direcția Filaj și Investigații)
- Gheorghe Petrescu: 31. August 1948 – 14. April 1952
- Vasile Dinescu: 1. April 1953 – 22. Juli 1964
- Emanoil Rusu: 22. Juli 1964 – 1. März 1968
- Pius Kovacs: 1. März 1968 – 1. Mai 1970
- Gheorghe Grigore: 1. Mai 1970 – 15. September 1984
- Ioan Băjenaru: 8. Mai 1985 – 1990

### Direktion Untersuchungen
(Direcția Anchete)
- Mișu S. Dulgheru (Mișu Dulberger): 28. August 1948 – 1. November 1952
- Francisc Butyka: 1. Mai 1953 – 1. Oktober 1963
- Gheorghe Enoiu: 1. Oktober 1963 – 21. Juli 1967
- Filimon-Teodor Ardelean: 21. Juli 1967 – 6. Mai 1970
- Gheorghe Alexandrescu: 1. Oktober 1971 – 1972
- Dumitru Șerban: 1. Juni 1972 – 1. August 1973
- Gheorghe Vasile: 1. August 1973 – 3. November 1989

### Direktion Sicherheit und Wache
(Direcția Securitate și Gardă)
- Augustin Albon: 31. August 1948 – 1. Juni 1949
- Dionisie Dobre: 5. Juli 1949 – 1. März 1953
- Ștefan Mladin: 1. Juni 1953 – 1. Mai 1960
- Ștefan Dinulescu: 1. Oktober 1961 – 15. Februar 1963
- Nicolae Iani: 15. Februar 1963 – 15. September 1966
- Nicolae Pleșiță: 14. Februar 1967 – 30. November 1972
- Gheorghe Vasile: 30. November 1972 – 1. August 1973
- Viorel-Paul Marinescu: 1. August 1973 – 1. Januar 1976
- Nicolae Stan: 1. Januar 1976 – 1. Februar 1979
- Vasile Moise: Oktober 1979 – 12. April 1981
- Marin Neagoe: 20. August 1984 – 6. Januar 1990

### Sondereinheit Terrorismusbekämpfung USLA
(Unitatea Specială de Luptă Antiteroristă)
- Ștefan Blaga: 15. Dezember 1977 – 16. Februar 1985
- Gheorghe Ardeleanu (Moise Bulă): 8. Mai 1985 – 1990

### Direktion Spionageabwehr in Justizvollzugsanstalten und der Miliz
(Direcția Contrainformații în Penitenciare și Miliție)
- Coman Stoilescu: 31. August 1948 – 1. Oktober 1952
- Ștefan Barbu: 1. April 1953 – 1. Februar 1960
- Mihail Petruc: 1. Februar 1960 – 1. Dezember 1967

### Direktion Desinformation
(Direcția Dezinformare)
- Mihail Bozianu: 1. Januar 1968 – 15. Januar 1971
- Mihai Ilie: 1. Dezember 1971 – 22. April 1977
- Dumitru Borșan: 1. Juni 1977 – 23. Juli 1981
- Ioan Toma: 1. November 1981 – 16. November 1985
- Ștefan Alexandru: 21. November 1985 – 3. September 1986
- Dumitru Tatu: 10. Oktober 1986 – 1990

### Militäreinheit 0195 Spionageabwehrzentrum für ausländische Kader
(Unitate Militară UM 0195 - Centrul de Contrainformații pentru Cadrele din Exterior)
- Ioan Moț: 1. Oktober 1978 – 6. Januar 1990

### Unabhängiger Dienst für Staatsgeheimnisse und Beziehungen zum Ausland
(Serviciul Independent pentru Problemele Secretului de Stat și ale Relațiilor cu Străinii)
- Ștefan Alexandru: 15. Mai 1976 – 21. November 1985
- Gheorghe Zagoneanu: 29. November 1985 – 18. November 1987
- Theodor-Vergiliu Petrișor: 1. Januar 1988 – 3. Februar 1989

### Direktion Installation und Betrieb operativer Technik
(Direcția Instalarea și Exploatarea Tehnicii Operative)
- Alexandru Neacșu: 31. August 1948 – 18. September 1952
- Alexandru Szacsko: 18. September 1952 – 15. Januar 1961
- Ovidiu Diaconescu: 1. März 1961 – 1. Dezember 1967
- Gheorghe Simionescu: 1. Dezember 1967 – 31. Juli 1974
- Gheorghe Radu: 1. August 1974 – Oktober 1978
- Alexandru Ţencu: 1. November 1978 – 6. Januar 1990

### Direktion Korrespondenzzensur
(Direcția Cenzura Corespondenței)
- Nicolae Panaitescu: 3. Juli 1952 – 1. Dezember 1967
- Nicolae Bucur: 1. Dezember 1967 – 15. April 1981
- Constantin V. Marinescu: 1. Oktober 1984 – 11. Januar 1990

### Direktion Funkabwehr
(Direcția Contrainformații Radio)
- Ludovic Haiducu (Ludovic Hirsch): 1. Dezember 1954 – 30. November 1958
- Nicolae Leu: 1. März 1960 – 1. Mai 1965
- Romeo Șerbănescu: 1. Juni 1965 – 30. April 1971
- Iuliu Plăpcianu: 1. Dezember 1971 – 20. Mai 1980
- Stelian Pintelie: 1. Juni 1980 – 25. Juni 1984
- Victor Danciu: 1. Oktober 1984 – 10. März 1987
- Remus Radu: 16. März 1987 – 1990

### Direktion Forschung und Entwicklung von Spezialtechnik
(Direcția Cercetare și Proiectare de Tehnică de Specialitate)
- Niculin Simion: 1. Dezember 1967 – 30. Juni 1968
- Istifie Geartu: 1. Juli 1968 – 1. Dezember 1985
- Ovidiu Diaconescu: 1. Dezember 1985 – 18. Juni 1988
- Teodor Hristea: 3. Februar 1989 – 1990

### Kommando Spezialtechnik und Übertragung
(Comandamentul de Tehnică Operativă și Transmisiuni)
- Ovidiu Diaconescu: 1. Dezember 1967 – 18. Juni 1988

### Direktion Kader
(Direcția Cadre)
- Dumitru Popescu: 5. Juli 1949 – 1950
- Dumitru Ivanovici: 1. Juli 1950 – 26. Juli 1952
- Alexandru C. Demeter: 26. Juli 1952 – 11. Juli 1957
- Ioan Pateșan: 11. Juli 1957 – 29. Februar 1968
- Vasile Achimescu: 1. Dezember 1967 – 30. April 1970
- Iulian Vlad: 1. Mai 1970 – 1. Juni 1974
- Vasile Moise: 1. Juni 1974 – 9. Mai 1977
- Constantin Geică: 9. Mai 1977 – 18. September 1978
- Gheorghe Florea: 18. September 1978 – 18. April 1980
- Emanoil Hoțoboc: 18. April 1980 – 10. Oktober 1986
- Gheorghe Radu: 28. Februar – 3. Oktober 1987
- Vasile Apostol: 3. Oktober 1987 – 20. Februar 1990

### Direktion Betriebsaufzeichnungen und Archiv
(Direcția Evidență Operativă și Arhivă)
- Gogu Popescu: 15. Decembrie 1952 – 1. Dezember 1955
- Wilhelm Einhorn: 1. April 1956 – 1. Januar 1957
- Gogu Popescu: 1. Januar – 1. August 1957
- Mihail Nedelcu: 1. August 1957 – 31. Oktober 1967
- Lucian Mateescu: 1. November 1968 – 19. März 1971
- Pavel Constandache: 19. März 1971 – 13. Februar 1975
- Horia Brestoiu: 1. Juli 1975 – 31. Januar 1981
- Gheorghe Zagoneanu: 12. April 1982 – 29. November 1985
- Dan Constantin Nicolici: 30. November 1985 – 1990

## Soziale Struktur
Im Februar 1949 waren von 3553 Securitate-Angestellten 64 Prozent Arbeiter, 28 Prozent Beamte, 2 Prozent Intellektuelle, 4 Prozent Bauern und 2 Prozent Berufsrevolutionäre. In der politischen Zugehörigkeit waren 95 Prozent Mitglieder der kommunistischen Partei, 5 Prozent parteilos. Nach Geschlecht ergaben sich 88 Prozent Männer und 12 Prozent Frauen. Bezüglich der Abstammung waren 83 Prozent aller Kader Rumänen, 10 Prozent Juden, 6 Prozent Ungarn, und 1 Prozent andere Minderheiten. Von 60 Offizieren waren 63 Prozent Rumänen, 25 Prozent Juden, 5 Prozent Ungarn, 3,5 Prozent Ukrainer und 3,5 Prozent Armenier und Tschechen.